# Polla-Kampti
Pour les articles homonymes, voir Polla et Kampti (homonymie).
Ne doit pas être confondu avec Polla-Birifor.
Polla-Kampti est une localité située dans le département de Kampti de la province du Poni dans la région Sud-Ouest au Burkina Faso.

## Géographie
Polla-Kampti se trouve à environ 1 km au sud du centre de Kampti, le chef-lieu du département, et de la route nationale 12 menant à la frontière ivoirienne.

## Santé et éducation
Le centre de soins le plus proche de Polla-Kampti est le centre médical de Kampti tandis que le centre hospitalier régional (CHR) de la province se trouve à Gaoua.
Le village possède une école primaire.